# Garovaglia lepida
Garovaglia lepida là một loài Rêu trong họ Pterobryaceae. Loài này được (Müll. Hal.) Mitt. miêu tả khoa học đầu tiên năm 1882.